# 小松機場
小松機場（日语：／ Komatsu hikōjō */?）是位於日本石川縣小松市的軍民共用機場。
此機場為航空自衛隊小松基地和民用航空共用跑道，跑道的東南側為航空自衛隊使用，北側則為民航使用，並設有航廈設施，航空交通管制則是由軍方的航空管制員負責。
目前民間航空也有開設國際航線，除了客運，也有貨運班機起降，因此機場內也設有對應的貨運設施。

## 歷史
該機場最初是二戰期間日本帝國海軍的基地。 第一條1,500公尺（4,921英尺）東西向跑道和1,700公尺（5,577英尺）南北跑道於1944年建成。美軍於1945年日本投降後接管了該基地並作為雷達設施使用。從1955年開始，美軍允許該機場開始提供民用航空服務，最初是由日本直升機運輸（現在的全日本空輸）和北陸航空輸送兩間公司共同開設了往返大阪的航線。
該基地於1958年移交給日本航空自衛隊，並於1960年指定為噴射戰鬥機的基地，東西向主跑道也改建為2,400公尺。小松基地及民用的航廈於1961年正式落成，並開始營運往返名古屋、羽田的航線，1964年為了讓F-104星式戰鬥機進駐，再度改建跑道為2,700公尺。1973年開設了往返香港的第一條國際航線。

### 年表
- 1943年：大日本帝國海軍舞鶴鎮守府開始在此興建飛行場。
- 1944年11月：完成一條東西長1,500公尺和一條南北1,700公尺的跑道。
- 1945年8月：美軍佔領小松飛行場，隨後並安裝雷達設施。
- 1955年：由日本直升機空輸（現在的全日空）開設往返大阪的航線。
- 1958年2月19日：美軍歸還小松基地給日本航空自衛隊。
- 1960年：跑道修建延長至2,400公尺，並由純軍事飛行場改為軍民共用飛行場。
- 1961年2月：航空自衛隊小松基地啟用。
- 1961年3月：設立小松救難隊。
- 1961年：原駐守千歲基地（日语：千歳基地）的第4飛行隊（日语：第4飛行隊_(航空自衛隊)）（由F-86軍刀戰鬥機編成）和駐守松島基地（日语：松島基地）的第8飛行隊（日语：第8飛行隊 (航空自衛隊)）（由F-86軍刀戰鬥機編成）移駐小松基地。
- 1962年7月：第6航空團（日语：第6航空団）編組完成。
- 1964年：為讓F-104星式戰鬥機進駐，跑道修建延長至2,700公尺。
- 1964年11月：第8飛行隊移駐至岩國基地。
- 1965年3月：新編成第205飛行隊（日语：第205飛行隊 (航空自衛隊)）（由F-104星式戰鬥機編成）。
- 1973年：民間航空開始使用噴射式飛機起降，並首次開設往返香港的國際航線。
- 1975年6月，第4飛行隊的F-86F軍刀戰鬥機正式除役，第4飛行隊也在同時解散。
- 1976年10月：新編成第303飛行隊（日语：第303飛行隊 (航空自衛隊)）（由F-4幽靈戰鬥機編成）
- 1979年：開設往返韓國首爾的國際定期航線。
- 1981年6月30日，第205飛行隊的F-104J星式戰鬥機正式除役，第205飛行隊也在同時解散。
- 1981年7月1日：新編成第306飛行隊（日语：第306飛行隊 (航空自衛隊)）組成（由F-4幽靈戰鬥機編成）
- 1981年9月26日：國內線新航站樓完成。
- 1984年4月2日：國際線航站設施完成。
- 1986年12月：第303飛行隊改以F-15鷹式戰鬥機編組。
- 1994年7月2日：盧森堡貨運開設往返盧森堡的定期國際貨運航線，同時成立「北陸國際航空貨運站株式會社」負責機場的貨運業務。
- 1997年3月：第306飛行隊改以F-15鷹式戰鬥機編組。
- 2002年6月27日：北陸國際航空貨運站株式會社啟用新的航站設施。
- 2008年6月1日：開設往返台灣台北的定期航班。

## 設施

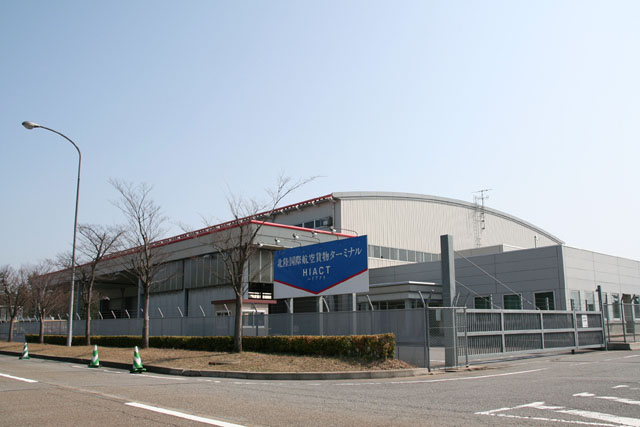
北陸國際航空貨運站

航廈由石川縣政府出資成立的「北陸機場大樓株式會社」負責營運，貨運部分則由「北陸國際航空貨運站株式會社」負責。
國土交通省大阪航空局、財務省大阪稅關、防衛省近畿中部防衛局、空港振興、環境整備支援機構、航空保安協會也都在此設有事務所或是派出所。石川縣消防防災航空隊也是以此為主要據點。

## 航空公司與航點

### 客運

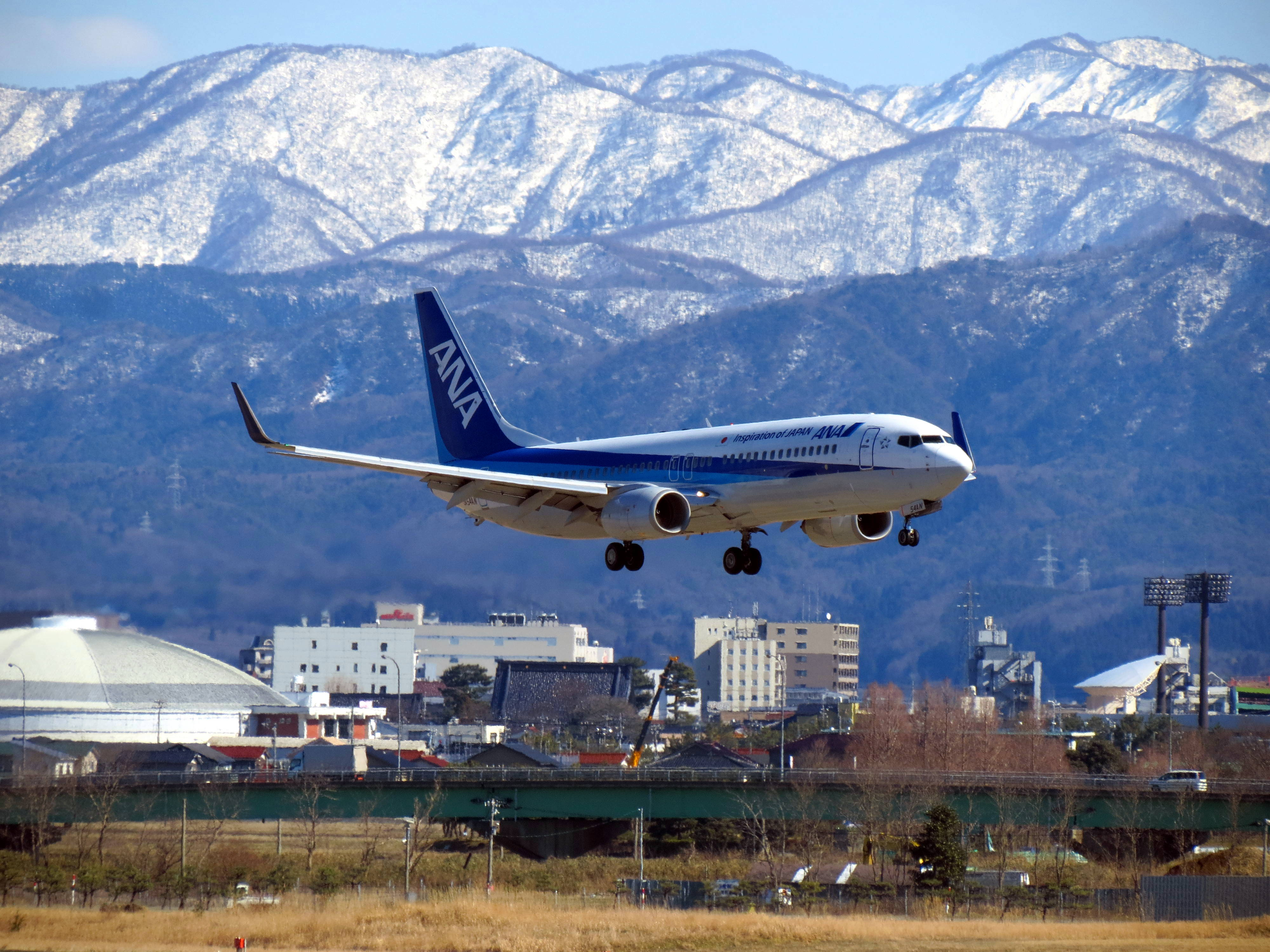
於小松機場降落的全日本空輸的班機

| 航空公司                          | 目的地                 |
| --------------------------------- | ---------------------- |
| 日本航空（JL）                    | 東京-羽田              |
| 日本越洋航空（NU）                | 沖繩                   |
| 全日本空輸（NH）                  | 札幌-新千歲、東京-羽田 |
| 全日本空輸（NH） 由全日空之翼營運 | 福岡                   |
| 伊别克斯航空（FW）                | 東京-成田、福岡、仙台  |
| 東方空橋航空（OC）                | 福岡                   |
| 大韓航空（KE）                    | 首爾-仁川              |
| 中國東方航空（MU）                | 上海-浦東              |
| 長榮航空（BR）                    | 台北-桃園              |
| 台灣虎航（IT）                    | 台北-桃園              |
| 香港快運航空（UO）                | 香港                   |

### 貨運
| 航空公司       | 目的地                |
| -------------- | --------------------- |
| 盧森堡貨運航空 | 盧森堡、芝加哥-歐海爾 |
| 絲綢之路航空   | 巴庫                  |

## 航空管制
| GND     | 121.700 | ＊275.8 MHz |             |             |         |          |            |
| TWR     | 118.250 | ※123.1MHz   | 126.200     | ＊138.05MHz | 236.800 | ＊247MHz | ※304.8 MHz |
| APP/DEP | 120.100 | 121.250     | ＊362.3 MHz |             |         |          |            |
| GCA     | 125.300 | 134.100     |             |             |         |          |            |
| TCA     | 127.950 | ＊292.2 MHz |             |             |         |          |            |

※ 救難隊的專用頻率、＊ 航空自衛隊和其他民間共用。

## 航空自衛隊配置單位
航空總隊
- 隸屬中部航空方面隊（日语：中部航空方面隊）
  - 第6航空團（日语：第6航空団）司令部

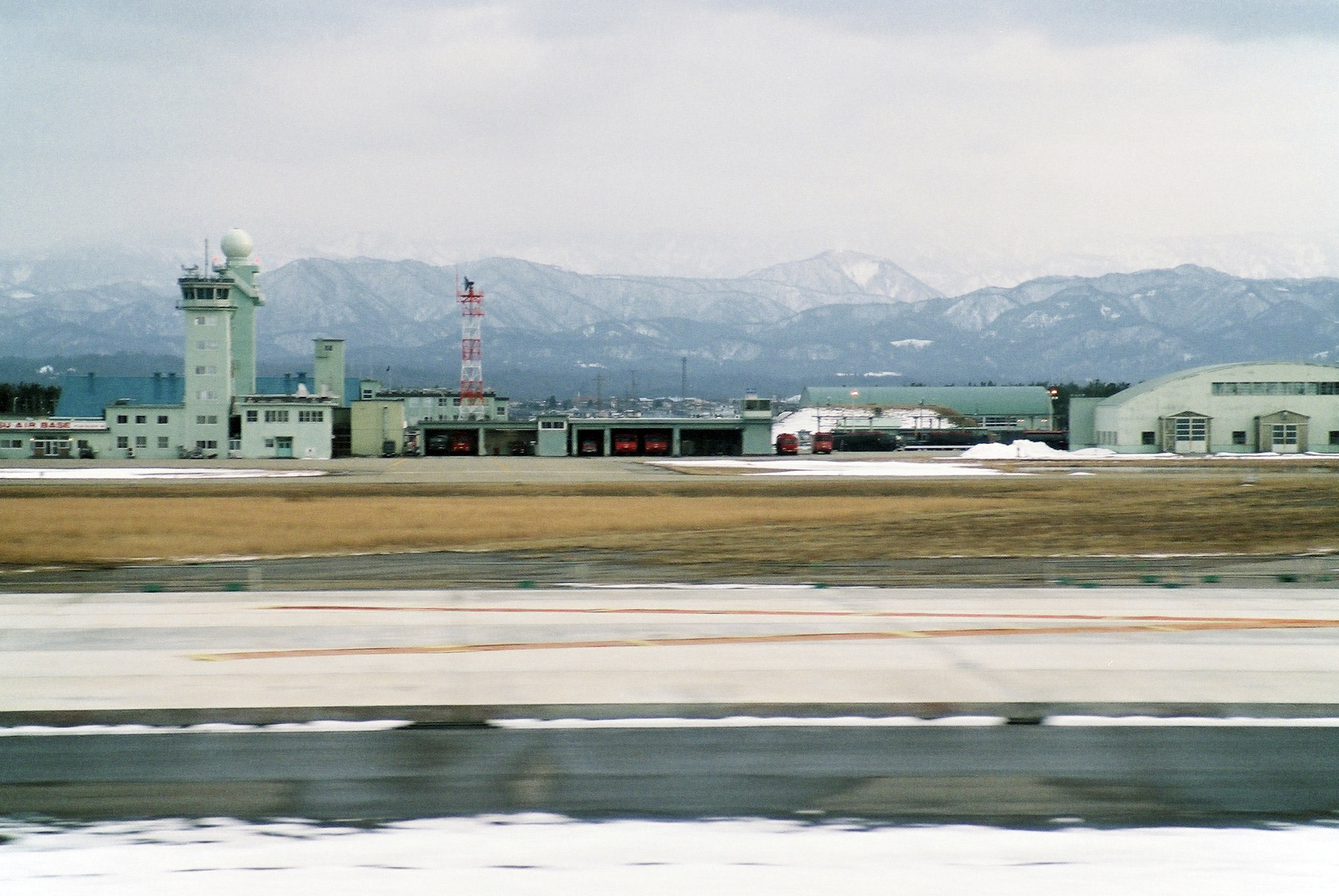
基地建築

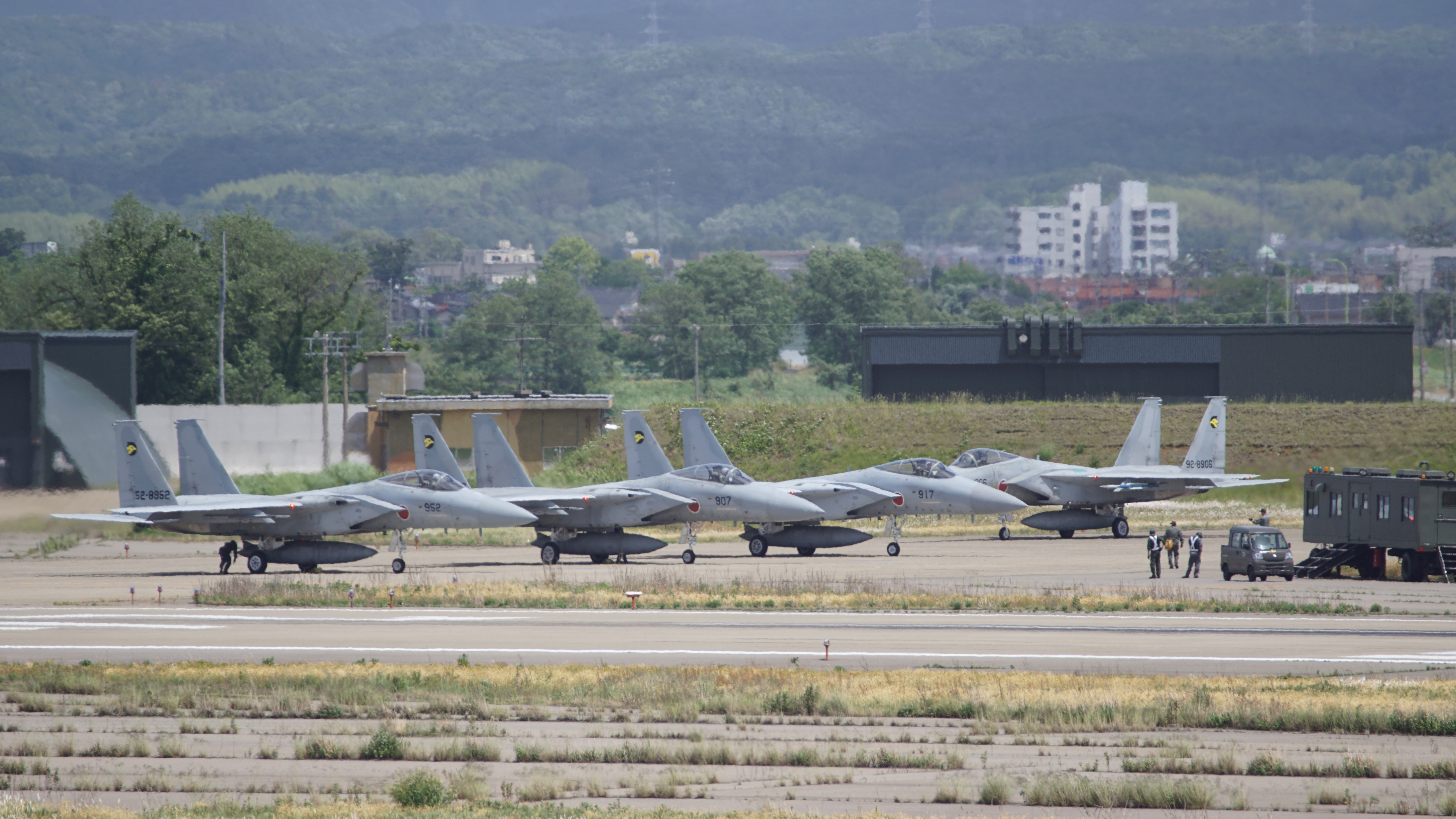
日本航空自衛隊小松基地的F-15J戰鬥機

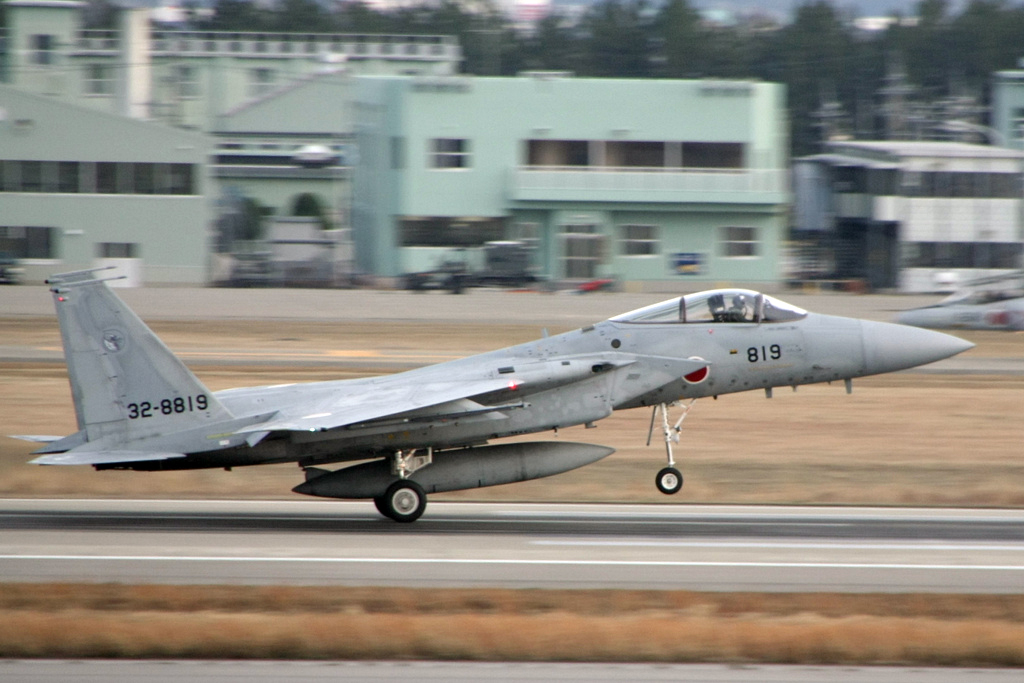
於小松基地起飛的F-15J

    - 飛行群（日语：飛行群 (第6航空団)）（靠日本海一側唯一的戰鬥機部隊，主要任務為在日本海攔截入侵防空識別區或不明國籍的飛機）
      - 第303飛行隊（日语：第303飛行隊 (航空自衛隊)） : F-15J/DJ鷹式戰鬥機
      - 第306飛行隊（日语：第306飛行隊 (航空自衛隊)） : F-15J/DJ鷹式戰鬥機

    - 整備補給群
    - 基地業務群（日语：基地業務群）

  - 隸屬中部航空施設隊（日语：中部航空施設隊）
    - 第2作業隊
- 隸屬航空戰術教導團
  - 飛行教導群 : F-15J/DJ鷹式戰鬥機
- 隸屬航空救難團（日语：航空救難団）飛行群
  - 小松救難隊（日语：小松救難隊）：UH-60J黑鷹直升機、U-125A（日语：U-125 (航空機)）

航空支援集團
- 隸屬航空保安管制群（日语：航空保安管制群）
  - 小松管制隊
- 隸屬航空氣象群（日语：航空気象群）
  - 小松氣象隊

防衛大臣直轄部隊
- 隸屬航空警務隊（日语：航空警務隊）
  - 小松地方警務隊

## 如何前往

### 客運
往返金澤車站
- 北陸鐵道：小松機場 ⇔ 松任海濱公園（日语：徳光パーキングエリア） - 北陸松任（日语：白山インターチェンジ） - 車站西合同廳舎前 - 金澤車站西口（ - 武藏辻（日语：武蔵ヶ辻）、近江町市場（日语：近江町市場） -香林坊（日语：香林坊））

往返小松車站
- 北鐵加賀巴士（日语：北鉄加賀バス）：小松機場 ⇔ 小松車站西口

往返福井車站
- 京福巴士（日语：京福バス）：小松機場 ⇔ 丸岡交流道（日语：丸岡インターチェンジ） - 福井北系統交流道（日语：福井北ジャンクション・インターチェンジ） - 福井車站東口

往返加賀溫泉車站
- CAN巴士（日语：キャンバス (周遊バス)）：小松機場 ⇔ 石川縣立航空廣場（日语：石川県立航空プラザ） - 手塚山公園首洗池 - 中谷宇吉郎雪之科學館（日语：中谷宇吉郎雪の科学館） - 片山津溫泉（日语：片山津温泉）西口 - 片山津溫泉湯之元公園 - 片山津溫泉 總湯 - 片山津溫泉一區 - JR加賀溫泉車站前・Abio City加賀

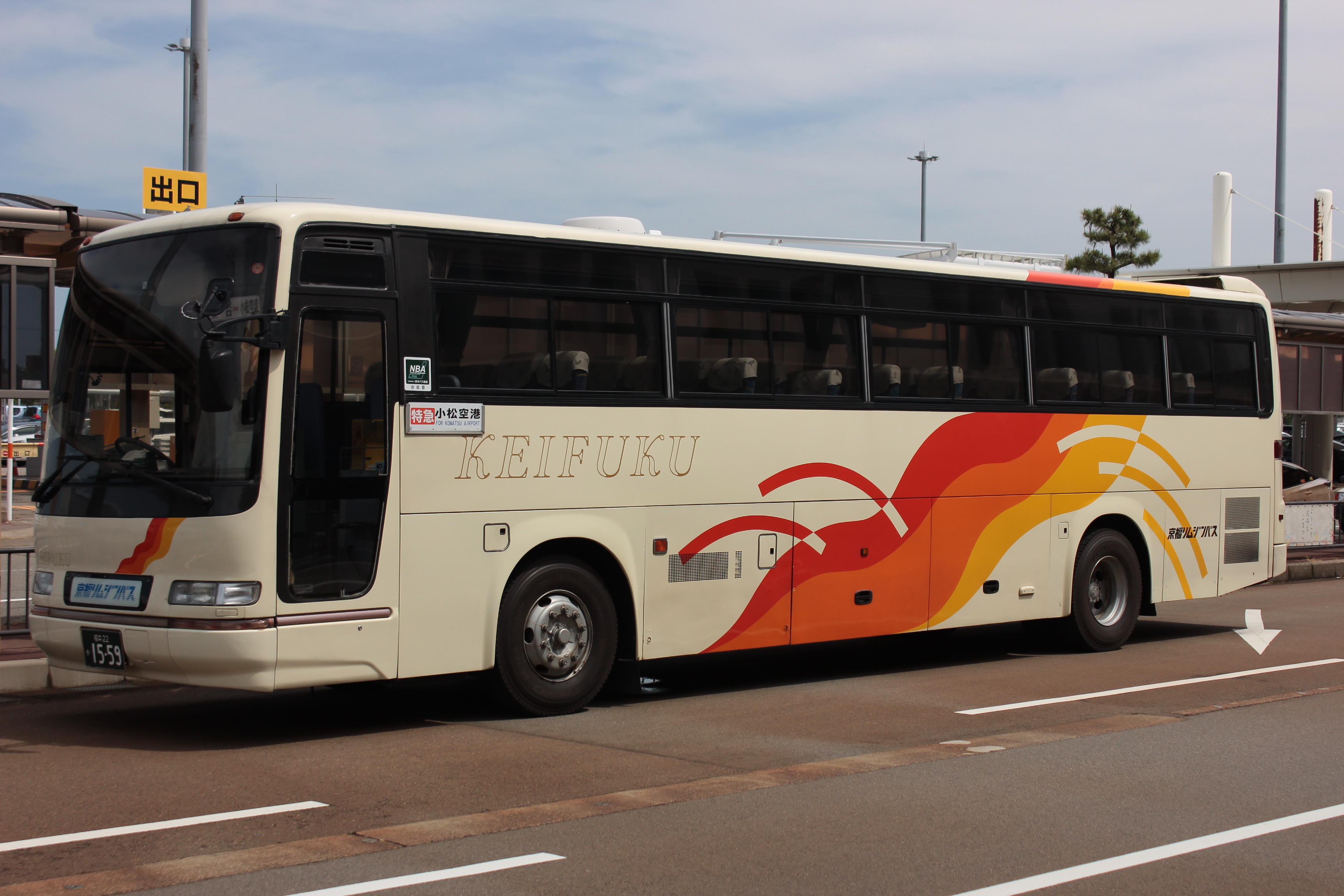
京福巴士往返小松機場的車輛
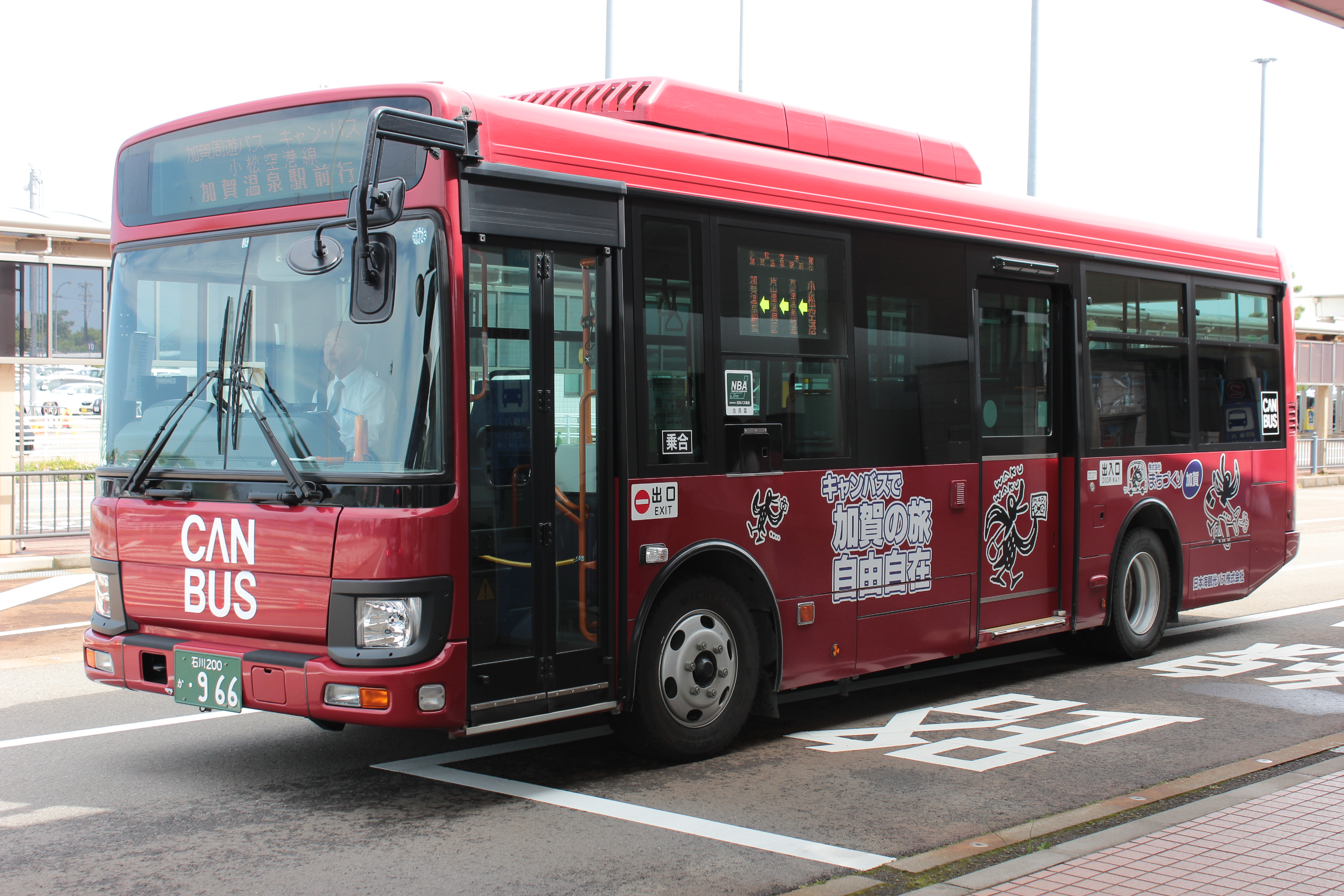
CAN巴士往返小松機場的車輛

## 外部連結
- （日語） 小松機場 （页面存档备份，存于）
- （繁體中文） 小松機場 （页面存档备份，存于）
- （简体中文） 小松机场
- （日語） 小松空港 Komatsu Airport的Facebook專頁
- （日語） 航空自衛隊 小松基地 （页面存档备份，存于）
- （日語） 航空自衛隊 小松基地的X（前Twitter）